# Alexandria (Ohio)
Alexandria é uma vila localizada no estado norte-americano de Ohio, no Condado de Licking.

## Demografia
Segundo o censo norte-americano de 2000, a sua população era de 85 habitantes. 
Em 2006, foi estimada uma população de 252, um aumento de 167 (196.5%).

## Geografia
De acordo com o United States Census Bureau tem uma área de 
0,4 km², dos quais 0,4 km² cobertos por terra e 0,0 km² cobertos por água.

## Localidades na vizinhança
O diagrama seguinte representa as localidades num raio de 16 km ao redor de Alexandria. 